# Государственный переворот в Боливии (1920)
Государственный переворот в Боливии 12 июля 1920 года — бескровный захват власти Республиканской партией, которая свергла ранее правящее правительство Либеральной партии и привела к власти в качестве президента Баутиста Сааведру (правил с 1920 по 1925 год).
Республиканцы были менее сплочены единой идеологией, чем широкий союз бывших либералов и части консервативных элит, которые обычно имели некоторые личные конфликты с правящими либералами и хотели получить власть для себя. Вскоре после переворота, республиканцы разделились на два партии сгруппированных вокруг двух лидеров — социалистов-республиканцев Баутисты Сааведра и подлинных республиканцев Даниэля Саламанки.
Сааведра узаконили забастовки и ввёл государственный арбитраж в трудовых спорах. В 1922 году он спровоцировал всеобщую забастовку, введя запрет на ночные такси. Бастующие победили и запрет был отменён, а профсоюз железнодорожников признан официальным представителем работников железных дорог. Это не привело к прекращению насилия. В 1923 году забастовка горняков в Унсии была подавлена силой. В том же году было подавлено восстание коренных жителей региона Альтиплано под предводительством Хесуса де Мачача. В 1925 году закончился «оловянный бум» и начались проблемы в экономике Боливии.
Сааведра выбрал своим преемником Эрнандо Силеса Рейеса, одного из ведущих республиканцев, который был избран президентом в 1926 году и был вынужден уйти в отставку в 1930 году после попытки переизбраться на второй срок. Затем президентом с помощью Либеральной партии стал Даниэль Саламанка, который вскоре привел страну к катастрофической войне в Чако.